# Mae Mercer
Mae Mercer (* 12. Juni 1932 in Battleboro, Rocky Mount, North Carolina; † 29. Oktober 2008 in Northridge, Kalifornien; eigentlich Mary Ruth Mercer) war eine US-amerikanische Schauspielerin.

## Leben
Mercer trat in den 1960er Jahren als Blues-Sängerin in Paris auf und tourte mit der Keith Smith Climax Jazz Band durch Europa. In den 1970er Jahren folgte in den Vereinigten Staaten eine Karriere als Schauspielerin, neben Gastrollen in verschiedenen Fernsehserien hatte sie auch Auftritte in Spielfilmen, darunter 1971 Betrogen und Dirty Harry von Don Siegel, jeweils mit Clint Eastwood in der Hauptrolle. 1974 spielte sie im B-Movie Footballmatch und süsse Girls, welches von Quentin Tarantino für das 1996 erstmals stattfindende Quentin Tarantino Film Fest in Austin, Texas ausgewählt wurde. 1977 hatte sie eine Nebenrolle im Filmdrama Pretty Baby mit Keith Carradine und Susan Sarandon. 

## Filmografie (Auswahl)
- 1963: Am Ende aller Wege (Le glaive et la balance)
- 1968: Die mit den Wölfen heulen (The Hell with Heroes)
- 1971: Dirty Harry
- 1971: Betrogen (The Beguiled)
- 1972: Frogs
- 1973: Der Chef (Ironside, Fernsehserie, Folge 7x03 In the Forests of the Night)
- 1973–1975: Kung Fu (Fernsehserie, 2 Folgen)
- 1974: Footballmatch und süsse Girls (The Swinging Cheerleaders)
- 1974: Mannix (Fernsehserie, Folge 7x22 A Question of Murder)
- 1978: Pretty Baby
- 1989: Homer und Eddie (Homer and Eddie)
- 2002: Emergency Room – Die Notaufnahme (ER, Fernsehserie, Folge 9x04 Walk Like a Man)
- 2004: The Shield – Gesetz der Gewalt (The Shield, Fernsehserie, Folge 3x04 Streaks and Tips)